# Печера «Пресподня»
Пече́ра «Преспо́дня» — карстово-спелеологічна пам'ятка природи місцевого значення в Україні. Розташована в межах Хотинського району Чернівецької області, в селі Гринячка. 
Площа 1 га. Статус надано згідно з рішенням 2-ї сесії обласної ради XXII скликання від 16.12.1994 року. Перебуває у віданні Рухотинської сільської ради. 
Статус надано для збереження рідкісної карстової воронки з печерою у гіпсах з водопоглиненням великого потоку. Довжина печери 54 м.